# The Listeners
The Listeners és una sèrie de televisió del 2024 basada en la novel·la homònima del 2021 de Jordan Tannahill. Es va desenvolupar per BBC Studios i Element Pictures, es va estrenar a la BBC One el 19 de novembre de 2024. S'ha subtitulat al català per a FilminCAT.

## Producció
Jordan Tannahill va adaptar la seva pròpia novel·la per a la televisió, amb Janicza Bravo a la direcció. Tannahill i Bravo també són productors executius de la sèrie, juntament amb Ed Guiney, Andrew Lowe, Chelsea Morgan Hoffmann i Rachel Dargavel per a Element Pictures, Rebecca Ferguson per a la BBC i Alice Birch. La sèrie està produïda per Ed King.
El febrer de 2024, Rebecca Hall va ser confirmada en el paper principal. El repartiment també inclou Ollie West, Prasanna Puwanarajah, Amr Waked, Gayle Rankin i Mia Tharia.
El rodatge va tenir lloc a Manchester i les primeres imatges del rodatge es van publicar el febrer de 2024.

## Emissió
La sèrie es va projectar al Festival Internacional de Cinema de Toronto l'11 de setembre de 2024, a la secció Primetime, i es va emetre al Regne Unit per BBC One i BBC iPlayer el 19 de novembre de 2024. El 17 de desembre del mateix any es va incorporar al catàleg de FilminCAT amb subtítols en català.